# Fu’ad Masum

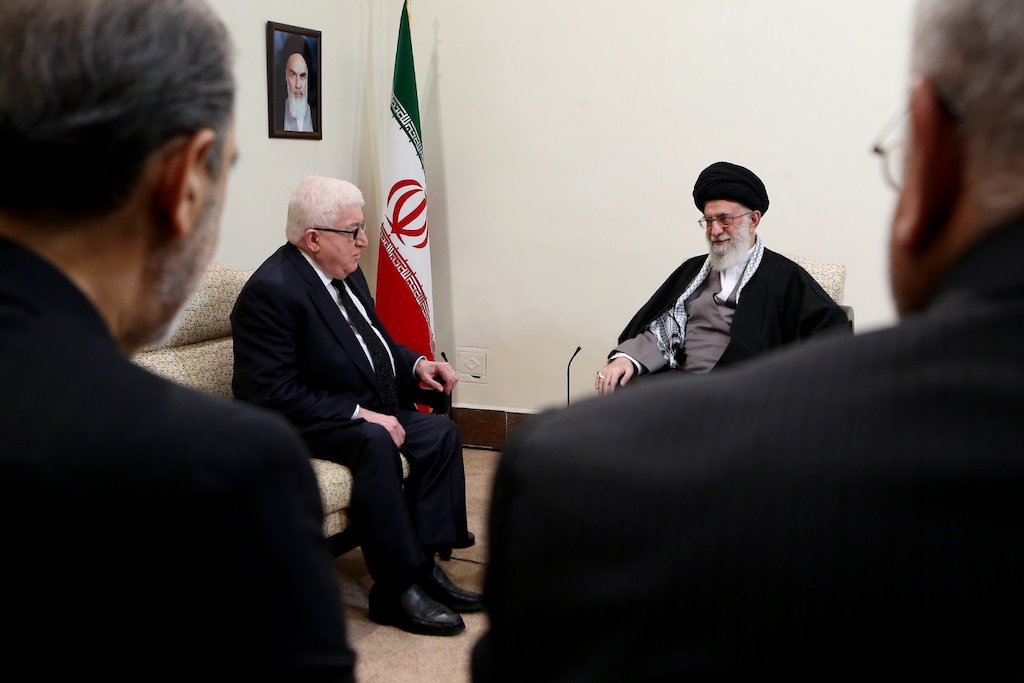
Fu’ad Masum i Ali Chamenei, 24 listopada 2015

Muhammad Fu’ad Masum Haurami (arab. محمد فؤاد معصوم هورامي, Muḥammad Fuʾād Maʿṣūm Hawrāmī; ur. 1 stycznia 1938 w muhafazie Irbil) – iracki i kurdyjski polityk, prezydent Iraku od 24 lipca 2014 do 2 października 2018.

## Życiorys
Jest członkiem Patriotycznej Unii Kurdystanu, wcześniej należał do Irackiej Partii Komunistycznej i Demokratycznej Partii Kurdystanu. Od 14 czerwca do 11 listopada 2010 pełnił funkcję spikera Izby Reprezentantów Iraku.
24 lipca 2014 został wybrany przez parlament na nowego prezydenta kraju w zastępstwie Dżalala Talabaniego. 9 września 2014 prezydent Fu’ad Masum powołał byłego premiera Nuriego al-Malikiego, byłego premiera Ijada Allawiego oraz byłego spikera Izby Reprezentantów Usamę an-Nudżajfiego na stanowiska wiceprezydentów Iraku.

## Życie prywatne
Masum jest żonaty z Runak Abd al-Wahid Mustafa, z którą ma 5 córek: Szirin (ur. 1969), Dżuwan (ur. 1970), Zozan (ur. 1977), Szolan (ur. 1980) i Wejan (ur. 1983), a także syna - Szuwana (1973–1988), który zmarł w dzieciństwie.